# Watansoppeng
Watansoppeng ist eine Stadt (Kota) in Südsulawesi, Indonesien und ist Hauptort des Regierungsbezirks (Kabupaten) Soppeng. Die Stadt ist auch bekannt als Kota Kalong, die Stadt der Fledermäuse. Circa 12.500 Schwarze Flughunde hängen auf Bäumen in der Stadt. 20 km nördlich der Stadt befinden sich in Lejja heiße Quellen. Die Stadt liegt an einem Nebenfluss des Walanae.